# NGC 6392
NGC 6392 (другие обозначения — ESO 70-12, IRAS17379-6945, PGC 60753) — галактика в созвездии Райская Птица.
Этот объект входит в число перечисленных в оригинальной редакции «Нового общего каталога».